# Last Child
«Last Child» es una canción de la banda de rock estadounidense Aerosmith, escrita por el cantante Steven Tyler y por el guitarrista Brad Whitford. Fue publicada como el primer sencillo del álbum Rocks de 1976. La canción alcanzó la posición #21 en la lista Billboard Hot 100.

## Créditos
- Steven Tyler - voz
- Joe Perry - guitarra
- Tom Hamilton - bajo
- Brad Whitford - guitarra
- Joey Kramer - batería